# 후지와라 키세츠
후지와라 키세츠(일본어:  藤原 季節, 1993년 1월 18일 ~ )는 일본의 배우이다. 홋카이도 삿포로시 출신이다.

## 출연 작품

### 영화
- 2021년 공백 - 노기 료마 역